# Namibia Football Association
Namibia Football Association (NFA) – ogólnokrajowy związek sportowy, działający na terenie Namibii, będący jedynym prawnym reprezentantem namibijskiej piłki nożnej, we wszystkich kategoriach wiekowych w kraju i za granicą. Został założony w 1990 roku, a w roku 1992 przystąpił do FIFA i CAF.